# Friedrich Johann Jakob Bartruff
Friedrich Johann Jakob Bartruff (* 24. September 1754 in Wüstenrot; † 15. September 1833 in Ludwigsburg) war ein deutscher Militärkartograph und Offizier, der in württembergischen Diensten gestanden hat.

## Leben
Er gehörte dem Corps des Guides an, das im militärischen und im zivilen Sektor unter anderem kartographische Arbeiten durchführte.
Friedrich Johann Jakob Bartruff hat an den ersten genauen großmaßstäblichen Kartierungen des Neckars mitgewirkt. Unter seiner Leitung wurde 1795 ff. der Fluss von Oberndorf bis Münster im Maßstab 1:432 kartiert. Die Arbeit soll 622 Karten umfasst haben, die aber alle verschollen sind.